# Linea Seibu Sayama
La  Linea Seibu Sayama (西武狭山線?, Seibu Sayama-sen) è una breve linea ferroviaria urbana a scartamento ridotto gestita dalle Ferrovie Seibu situata nella città di Tokorozawa, nella prefettura di Saitama in Giappone. La ferrovia fa parte dei servizi diretti della linea Seibu Ikebukuro, e tutti i treni continuano su questa fino al capolinea della stazione di Ikebukuro.

## Stazioni
- Tutte le stazioni si trovano a Tokorozawa, prefettura di Saitama
- Ad eccezione dei treni locali, semiespressi e rapidi, tutti i treni vengono effettuati solo durante i giorni di apertura dello stadio di baseball della Nippon Professional Baseball.
- La distanza chilkometrica da Ikebukuro a Tokorozawa è di 27,2 km, e da Tokorozawa è di 2,4 km.

Legenda
●：ferma;｜：passa
La numerazione di stazione sarà introdotta a partire da marzo 2013
| Num. | Stazione         | Giapponese | Distanza interstaz. | Distanza totale | Exp. Lim. | Collegamenti                                                  |
| ---- | ---------------- | ---------- | ------------------- | --------------- | --------- | ------------------------------------------------------------- |
| SI18 | Nishi-Tokorozawa | 西所沢     | -                   | 0.0             | ｜        | Linea Seibu Ikebukuro (alcuni treni diretti da/per Ikebukuro) |
| SI40 | Shimo-Yamaguchi  | 下山口     | 1.8                 | 1.8             | ｜        |                                                               |
| SI41 | Seibu-Kyūjō-mae  | 西武球場前 | 2.4                 | 4.2             | ●         | Linea Seibu Yamaguchi (SY03)                                  |